# Eureka (Illinois)
Eureka è un comune degli Stati Uniti d'America, situato in Illinois, nella contea di Woodford, della quale è anche il capoluogo.